# Onchogamasus heterosetae
Onchogamasus heterosetae är en spindeldjursart som beskrevs av Wolfgang Karg 1996. Onchogamasus heterosetae ingår i släktet Onchogamasus och familjen Ologamasidae. Inga underarter finns listade i Catalogue of Life.